# Col de Bretolet
Der Col de Bretolet ist ein 1923 m ü. M. hoher Gebirgspass an der Grenze zwischen Frankreich und der Schweiz. Er liegt in den Walliser Alpen und verbindet den Kanton Wallis mit dem Département Haute-Savoie. Am Westende des Val d’Illiez oberhalb der Ortschaft Champéry betreibt hier die Schweizerische Vogelwarte Sempach seit 1958 eine Beringungsstation. Im Mittelpunkt der Forschungsarbeit steht der Vogelzug, aber auch die jahreszeitlich bedingten Wanderungen von Fledermäusen und Insekten über die Alpen.
Über den Pass gibt es keinen Übergang. Der Zugang zur Vogelwarte erfolgt vom nördlich gelegenen Col de Cou.